# Belinda Lee
Belinda Lee, född 15 juni 1935 i Budleigh Salterton, Devon, död 12 mars 1961 i San Bernardino, Kalifornien, var en brittisk skådespelerska.

## Roller i urval
- 1954 – Skolflickor är vi allihopa
- 1955 – Fotsteg i dimman
- 1956 – Ficktjuvar ä' vi allihop
- 1956 – Privatdeckar'n
- 1957 – Rånkuppen
- 1959 – Blixtrande värjor kring Lucretia Borgia
- 1959 – Nasarna
- 1960 – I sexigaste laget
- 1960 – La lunga notte del '43